# Martín Fierro (rivista)
Martín Fierro è stata una rivista letteraria argentina pubblicata fra il 1924 e il 1927.
Fondata da Evar Méndez che fu il suo primo direttore, vi collaborarono Oliviero Girondo, Ernesto Palacio e José B. Cairola. Sulle pagine della rivista pubblicò spesso lo scrittore Jorge Luis Borges, tra gli altri, diedero il loro contributo Pedro Figari, Raúl González Tuñón, Leopoldo Marechal e Leopoldo Lugones. 
Martín Fierro ereditò il suo nome da un'altra effimera pubblicazione fondata da Méndez qualche anno prima, nel 1919, dedicata però alla politica. Il titolo è un omaggio al poema epico nazionale Martín Fierro, scritto da José Hernández. L'indipendenza di opinione della rivista era rispecchiata da una strofa del Martín Fierro pubblicata in copertina:
(J. Hernández, La vuelta de Martín Fierro)
Attorno alla rivista si organizza il cosiddettò gruppo di Florida, un circolo intellettuale che è anche noto come gruppo Martín Fierro, anche se membri del gruppo antagonista di Boedo scrivevano anche loro sulla rivista.
Martín Fierro fu una vetrina per il lavoro di Ramón Gómez de la Serna e per l'avanguardia artistica di Emilio Pettoruti e di Arthur Honegger, attaccando il celebre scrittore Leopoldo Lugones come un'icona del passato e scontrandosi con la Gaceta Literaria, una rivista spagnola che avrebbe voluto che Madrid diventasse il punto di riferimento intellettuale per l'intera letteratura ispanoamericana.
Una delle particolarità del Martín Fierro era il suo "Cimitero", popolato di versi satirici contro se stessi e gli altri, oltre che proprio contro Lugones. 
Sembra che Méndez decidesse di chiudere la rivista nel 1927 per evitare di porla al servizio della campagna elettorale di Hipólito Yrigoyen, come esigevano alcuni dei collaboratori.